# 旧制中等教育学校の一覧 (群馬県)
群馬県における旧制中等教育学校の一覧（きゅうせいちゅうとうきょういくがっこうのいちらん）とは、学制改革前（第二次世界大戦前）の群馬県内での旧学制の中等教育学校をまとめた一覧である。

## 旧制中学校

### 公立
- 第17番中学利根川学校 ⇒ 群馬県中学校（1879年）⇒ 群馬県尋常中学校 ⇒ 群馬県中学校 ⇒ 群馬県前橋中学校 ⇒ 群馬県立前橋中学校 ⇒《新制》群馬県立前橋高等学校
- 群馬県尋常中学校群馬分校（1897年）⇒ 群馬県高崎中学校 ⇒ 群馬県立高崎中学校 ⇒《新制》群馬県立高崎高等学校
- 群馬県尋常中学校新田分校（1897年）⇒ 群馬県太田中学校 ⇒ 群馬県立太田中学校 ⇒《新制》群馬県立太田高等学校
- 群馬県尋常中学校甘楽分校（1897年）⇒ 群馬県富岡中学校 ⇒ 群馬県立富岡中学校 ⇒《新制》群馬県立富岡高等学校
- 群馬県尋常中学校多野分校（1897年）⇒ 群馬県藤岡中学校 ⇒ 群馬県富岡中藤岡分校 ⇒ 群馬県立藤岡中学校 ⇒《新制》群馬県立藤岡高等学校 ⇒（2007年：統合）群馬県立藤岡中央高等学校
- 群馬県尋常中学校碓氷分校（1897年）⇒ 群馬県安中中学校 ⇒ 群馬県高崎中安中分校 ⇒ 群馬県第二師範学校 ⇒ 群馬県立蚕糸学校（1913年）⇒《新制》群馬県立蚕糸高等学校 ⇒ 群馬県立安中実業高等学校 ⇒（2006年：統合）群馬県立安中総合学園高等学校
- 群馬県尋常中学校利根分校（1897年）⇒ 群馬県立前橋中利根分校 ⇒ 群馬県立沼田中学校 ⇒《新制》群馬県立沼田高等学校
- 桐生町立桐生中学校（1917年）⇒ 群馬県立桐生中学校 ⇒《新制》群馬県立桐生高等学校 ⇒（2021年：統合）群馬県立桐生高等学校
- 群馬県立渋川中学校（1920年）⇒《新制》群馬県立渋川高等学校
- 群馬県立太田中学校邑楽分校（1901年）⇒（1911年：廃校）→ 群馬県立館林中学校（1921年）⇒《新制》群馬県立館林高等学校

## 高等女学校

### 公立
- 群馬県高等女学校（1899年）⇒ 群馬県立高等女学校 ⇒ 群馬県立高崎高等女学校 ⇒《新制》群馬県立高崎女子高等学校
- 山田郡立桐生高等女学校（1908年）⇒ 群馬県立桐生高等女学校 ⇒《新制》群馬県立桐生女子高等学校 ⇒（2021年：統合）群馬県立桐生高等学校
- 前橋市立高等女学校（1910年）⇒ 群馬県立前橋高等女学校 ⇒《新制》群馬県立前橋女子高等学校
- 北甘楽郡女子実業講習所（1909年）⇒ 北甘楽郡立実科高等女学校 ⇒ 北甘楽郡立高等女学校（1921年）⇒ 群馬県立富岡高等女学校 ⇒《新制》群馬県立富岡女子高等学校 ⇒ 群馬県立富岡東高等学校 ⇒（2018年：統合）群馬県立富岡高等学校
- 富岡町立富岡高等家政女学校（1925年）⇒《新制・統合》群馬県立富岡女子高等学校
- 碓氷郡立碓氷高等女学校（1921年）⇒ 群馬県立安中高等女学校 ⇒《新制》群馬県立安中高等学校 ⇒（2006年：統合）群馬県立安中総合学園高等学校
- 館林町立実科高等女学校（1917年）⇒ 館林町立高等女学校（1922年）⇒ 群馬県立館林高等女学校 ⇒《新制》群馬県立館林女子高等学校
- 太田町立太田実科高等女学校（1921年）⇒ 太田高等女学校（1922年）⇒ 群馬県立太田高等女学校 ⇒《新制》群馬県立太田女子高等学校
- 藤岡町立実科女学校（1918年）⇒ 群馬県立藤岡高等女学校（1923年）⇒《新制》群馬県立藤岡女子高等学校 ⇒（2007年：統合）群馬県立藤岡中央高等学校
- 渋川町立実科高等女学校（1920年）⇒ 群馬県立渋川高等女学校（1923年）⇒《新制》群馬県立渋川女子高等学校
- 沼田町立沼田実科高等女学校（1921年）⇒ 群馬県沼田高等女学校（1923年）⇒ 群馬県立沼田高等女学校 ⇒《新制》群馬県立沼田女子高等学校
- 伊勢崎町立伊勢崎実科高等女学校（1915年）⇒ 群馬県立伊勢崎高等女学校（1924年）⇒《新制》群馬県立伊勢崎女子高等学校 ⇒（2005年：共学化）群馬県立伊勢崎清明高等学校
- 吾妻郡立実科高等女学校（1918年）⇒ 群馬県立吾妻実科高等女学校 ⇒ 群馬県立吾妻高等女学校（1924年）⇒《新制》群馬県立吾妻高等学校 ⇒（2018年：統合）群馬県立吾妻中央高等学校
- 境町女子実業補習学校（1906年）⇒ 境町実践女学校 ⇒ 群馬県境町実科高等女学校 ⇒ 群馬県境高等女学校（1937年）⇒《新制》群馬県立境高等学校 ⇒（2004年：統合）群馬県立伊勢崎高等学校
- 高崎実践女学校（1924年）⇒ 高崎高等実践女学校（1935年）⇒ 高崎市立高等女学校（1943年）⇒《新制》高崎市立女子高等学校 ⇒（2011年：改組）高崎市立高崎経済大学附属高等学校
- 前橋市立高等家政女学校（1928年）⇒ 前橋市立高等女学校（1943年）⇒《新制》前橋市立女子高等学校 ⇒ 前橋市立前橋高等学校（1994年）
- 下仁田町外八カ村学校組合立群馬県下仁田高等家政女学校（1937年）⇒ 群馬県下仁田高等女学校（1946年）⇒《新制》群馬県立下仁田高等学校
- 群馬県松井田高等実践女学校（1938年）⇒ 群馬県松井田高等女学校（1946年）⇒ 群馬県立松井田高等女学校 ⇒《新制》群馬県立松井田高等学校
- 桐生市実践女子青年学校（1940年）⇒ 桐生市立高等女学校（1946年）⇒《新制》桐生市立高等学校 ⇒ 桐生市立商業高等学校（1951年）
- 玉村実業補習学校（1922年）⇒ 玉村実践女学校 ⇒ 群馬県立玉村高等実科女学校 ⇒《新制》群馬県立佐波農業高等学校玉村分校 ⇒（1959年：独立）群馬県立玉村高等学校
- 大間々町立大間々実科女学校（1922年）⇒ 大間々町立大間々高等実科女学校 ⇒《新制・統合》群馬県立大間々高等学校
- 綿打村立綿打実科女学校（1923年）⇒ 綿打村立綿打高等実科女学校 ⇒《新制・統合》群馬県立新田高等学校 ⇒ 群馬県立新田暁高等学校（1996年）
- 室田高等実践女学校（1940年）⇒《新制》群馬県立室田高等学校 ⇒ 群馬県立榛名高等学校（1955年）

### 私立
- 前橋英和女学校（1888年）⇒ 上毛共愛女学校 ⇒ 共愛女学校（1905年）⇒（1925年：高等女学校令準拠）⇒《新制》共愛学園中学校・高等学校
- 桐生裁縫専門女学館（1901年） ⇒ 桐生高等家政女学校 ⇒ 桐ヶ丘高等女学校（1946年）⇒《新制》桐ヶ丘高等学校 ⇒ 桐生第一高等学校 ⇒ 桐生大学附属中学校・桐生第一高等学校（2011年）
- 裁縫女学校（1914年）⇒ 樹徳高等裁縫女学校 ⇒ 樹徳高等女学校（1946年）⇒《新制》樹徳中学校・高等学校
- 常見裁縫伝習所（1914年）⇒ 常磐高等女学校（1947年）⇒《新制》常磐女子高等学校 ⇒ 常磐高等学校（1977年）
- 私立佐藤裁縫女学校（1906年）⇒ 佐藤高等技芸女学校 ⇒《新制》佐藤技芸高等学校 ⇒ 高崎技芸高等学校 ⇒ 佐藤学園高等学校 ⇒ 高崎商科短期大学附属高等学校 ⇒ 高崎商科大学附属高等学校（2011年）
- 関東女子専門学校（1946年）⇒《新制》関東学園高等学校 ⇒ 関東学園大学附属高等学校（1982年）

## 実業学校

### 公立

#### 勢多・群馬
- 高崎市立商業補習学校（1902年）⇒ 高崎市立甲種商業学校 ⇒ 群馬県立高崎商業学校（1918年）⇒《新制》群馬県立高崎商業高等学校
- 勢多郡立農林学校（1908年）⇒ 群馬県立勢多農林学校 ⇒《新制》群馬県立勢多農林高等学校
- 前橋市立商業学校（1920年）⇒ 群馬県立前橋商業学校 ⇒（1944年：戦時非常措置）群馬県立前橋第二工業学校、群馬県立前橋商業学校 ⇒ 群馬県立前橋第二工業学校 ⇒ 群馬県立前橋商工学校 ⇒《新制・工業科を前橋工業高等学校に移管》群馬県立前橋商業高等学校
- 前橋市立前橋工業学校（1923年）⇒ 群馬県立前橋工業学校 ⇒《新制》群馬県立前橋工業高等学校
- 群馬県立高崎工業学校（1939年）⇒《新制》群馬県立高崎工業高等学校

#### 甘楽
- 小幡町立小幡実業補習学校農学部（1926年）⇒ 小幡町立小幡農業専修学校 ⇒ 組合立群馬県小幡農業学校（1937年）⇒ 群馬県北甘楽郡農業学校 ⇒ 群馬県立北甘楽郡農業学校 ⇒《新制》群馬県立甘楽農業高等学校 ⇒ 群馬県立富岡実業高等学校（1986年）

#### 碓氷
- 群馬県立蚕糸学校（1913年）⇒《新制》群馬県立蚕糸高等学校 ⇒ 群馬県立安中実業高等学校 ⇒（2006年：統合）群馬県立安中総合学園高等学校

#### 吾妻
- 群馬県吾妻農学校（1899年）⇒ 群馬県農学校 ⇒ 群馬県立農業学校 ⇒ 群馬県立中之条農業学校 ⇒《新制》群馬県立中之条高等学校 ⇒（2018年：統合）群馬県立吾妻中央高等学校

#### 利根
- 利根郡立実業学校（1919年）⇒ 利根実業学校 ⇒ 群馬県利根農業学校 ⇒ 群馬県立利根農業学校 ⇒《新制》群馬県立利根農林高等学校 ⇒ 群馬県立利根実業高等学校（1990年）

#### 佐波
- 伊勢崎織物業組合立染織講習所（1886年）⇒ 伊勢崎染織学校 ⇒ 群馬県伊勢崎染織学校 ⇒（1906年：閉校）→（1910年：再開）群馬県立工業学校 ⇒ 群馬県立伊勢崎工業学校 ⇒《新制》群馬県立伊勢崎工業高等学校
- 伊勢崎町立商工補習学校（1917年）⇒ 伊勢崎町立商業学校 ⇒ 群馬県立伊勢崎商業学校 ⇒《新制》群馬県立伊勢崎高等学校 ⇒（1963年：普通科募集停止）⇒ 群馬県立伊勢崎商業高等学校（1965年）
- 佐波郡立農業学校（1920年）⇒《新制》群馬県立佐波農業高等学校 ⇒ 群馬県立伊勢崎興陽高等学校（1993年）

#### 山田
- 共立普通学校（1900年）⇒ 大間々町立大間々農業学校 ⇒《新制・統合》群馬県立大間々高等学校
- 群馬県立桐生工業学校（1934年）⇒《新制》群馬県立桐生工業高等学校

#### 邑楽
- 群馬県立館林農業学校（1912年：邑楽郡館林町）⇒（1923年：邑楽郡小泉町へ移転）群馬県立小泉農業学校 ⇒《新制》群馬県立小泉農業高等学校 ⇒ 群馬県立大泉高等学校（1962年）
  - 小泉町立小泉実践女学校（1932年）⇒（1939年：群馬県立小泉農業学校に併合）

## その他
- 私立前橋夜間中等学校 ⇒ 私立厩城中学 ⇒ 私立厩城中学校 ⇒ 私立厩城高等学校 ⇒ 群馬県立前橋高等学校定時制
- 私立伊勢崎夜間中等学校 ⇒ 私立伊勢崎夜間中学 ⇒ 伊勢崎市立伊勢崎中学校 ⇒ 伊勢崎市立高等学校 ⇒ 群馬県立伊勢崎興陽高等学校
- 高崎市立高陽中学校 ⇒ 高崎市立高崎高等学校定時制 ⇒ 群馬県立高崎高等学校定時制